# Strzałka wodna
Strzałka wodna (Sagittaria sagittifolia L.) – gatunek byliny, należący do rodziny żabieńcowatych (Alismataceae). Występuje w niemal całej Europie, w Azji Mniejszej i na Syberii. W Polsce gatunek jest rozpowszechniony na niżu. Rośnie w śródlądowych płytkich wodach stojących i płynących.

## Morfologia
PędW większości pod wodą, długości od 20 do 100 cm. Łodyga wyrasta z kłącza zakorzenionego w dnie, z którego wyrastają także rozłogi zakończone bulwkami służącymi do rozmnażania wegetatywnego.
LiścieWystępują trzy rodzaje (heterofilia): podwodne – długie o kształcie taśmowatym; nawodne – jajowate oraz wyrastające z łodygi nad powierzchnią wody liście o kształcie strzałkowatym.
KwiatyBiałe kwiaty wyrastają w okółkach po trzy, tworząc wielopiętrowy kwiatostan.
OwoceOrzeszki o długości 3–5 mm z krótkim dzióbkiem na szczycie, tworzące owoc zbiorowy.

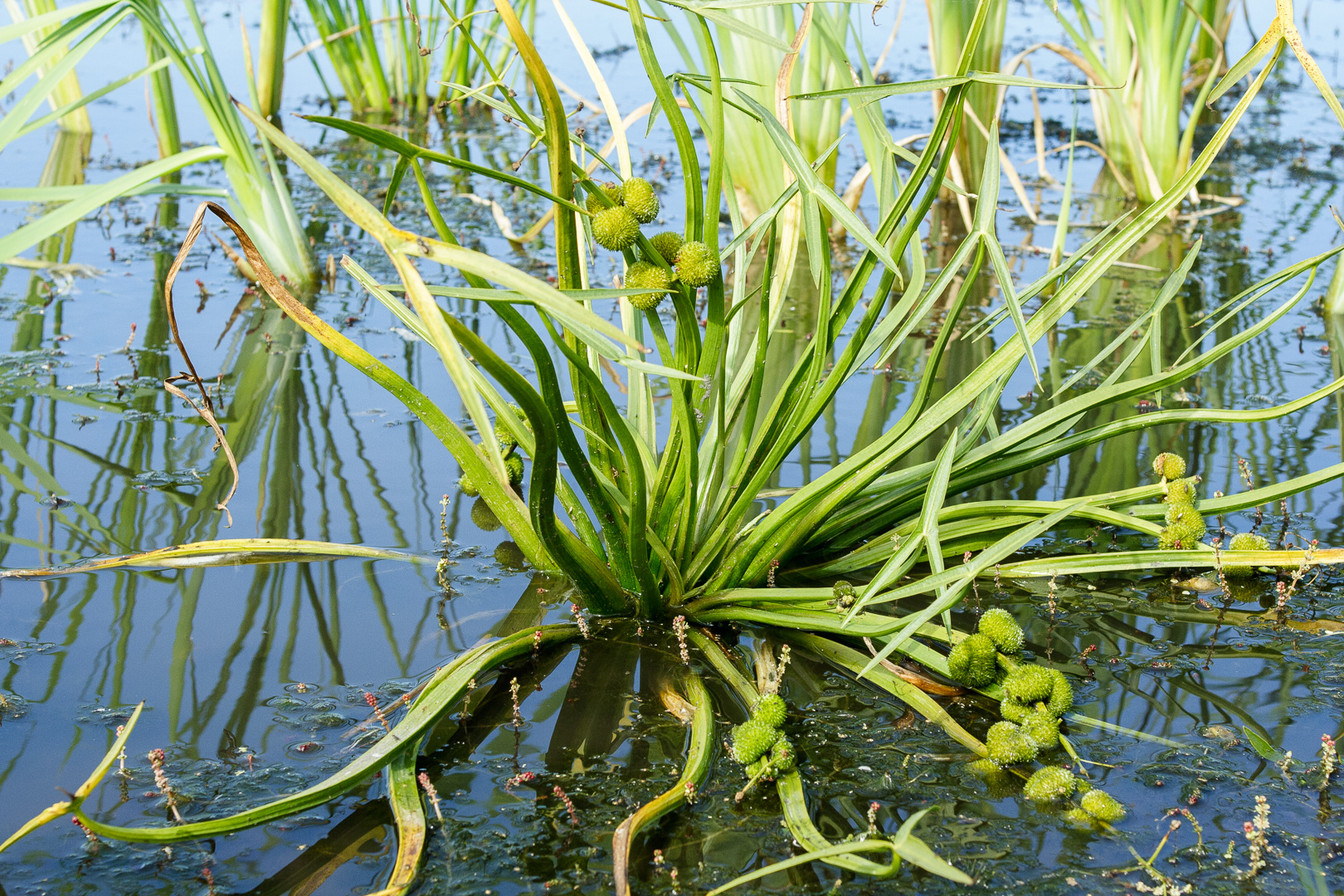
Pokrój
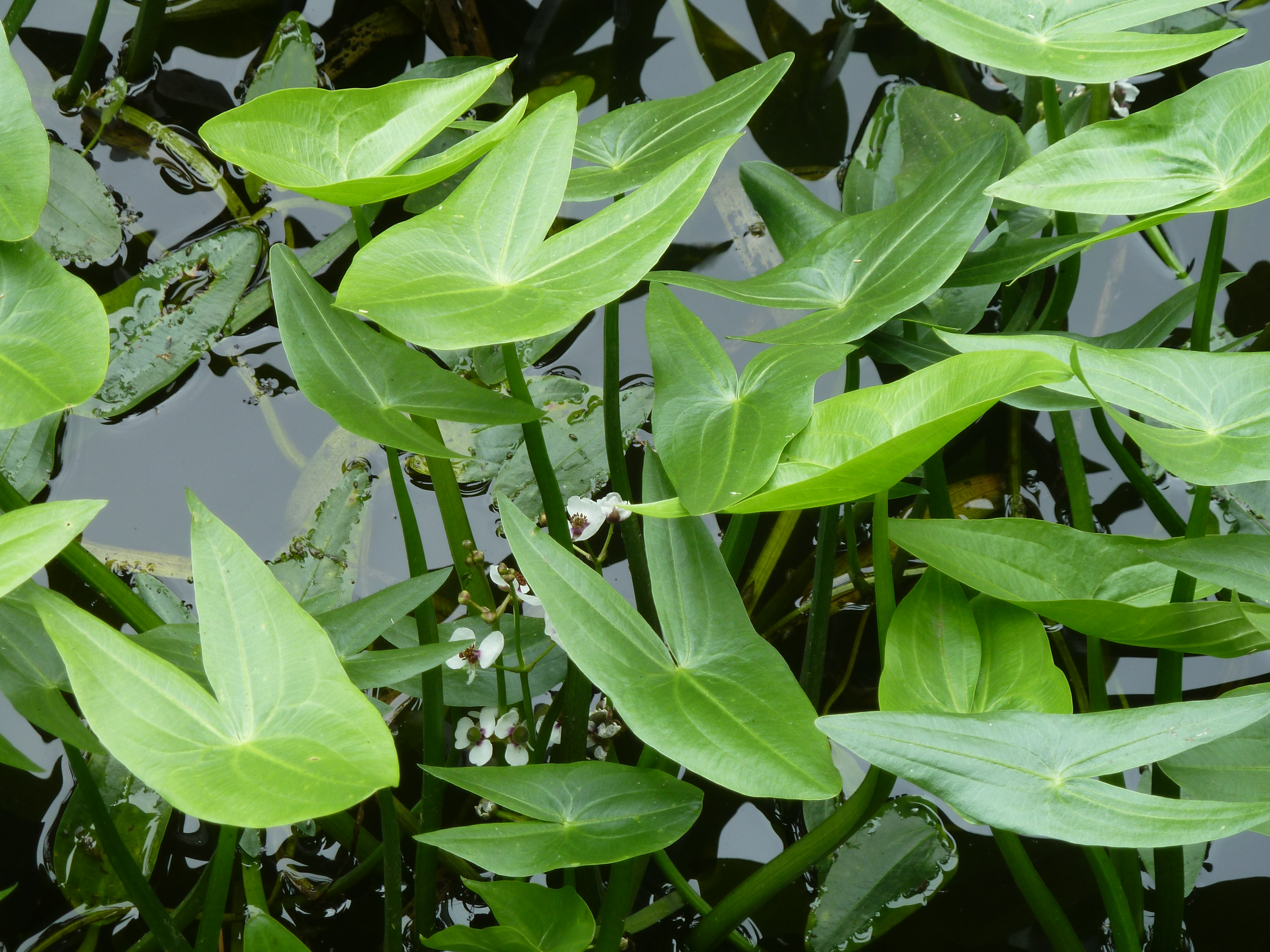
Liście nadwodne
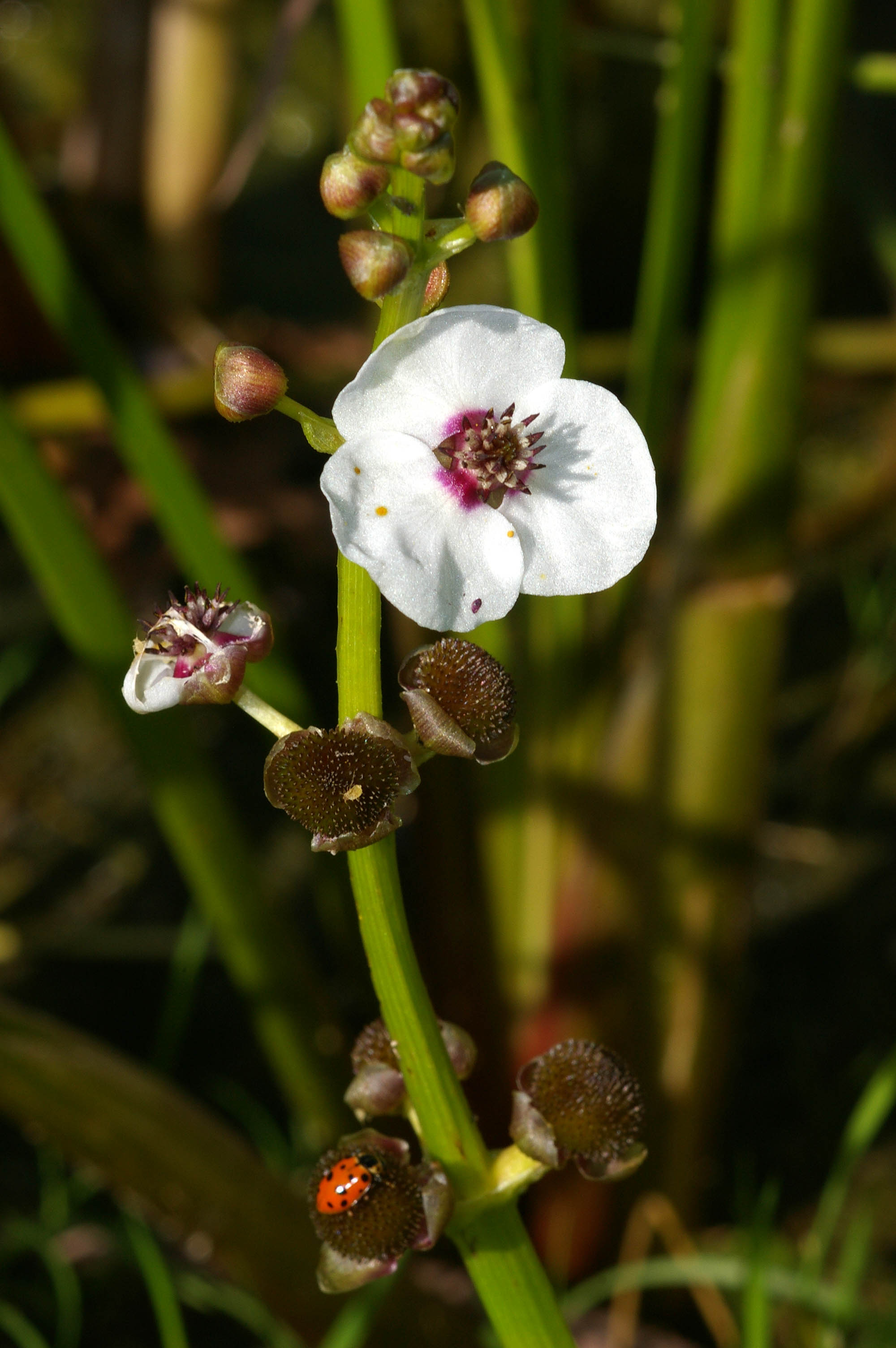
Kwiatostan
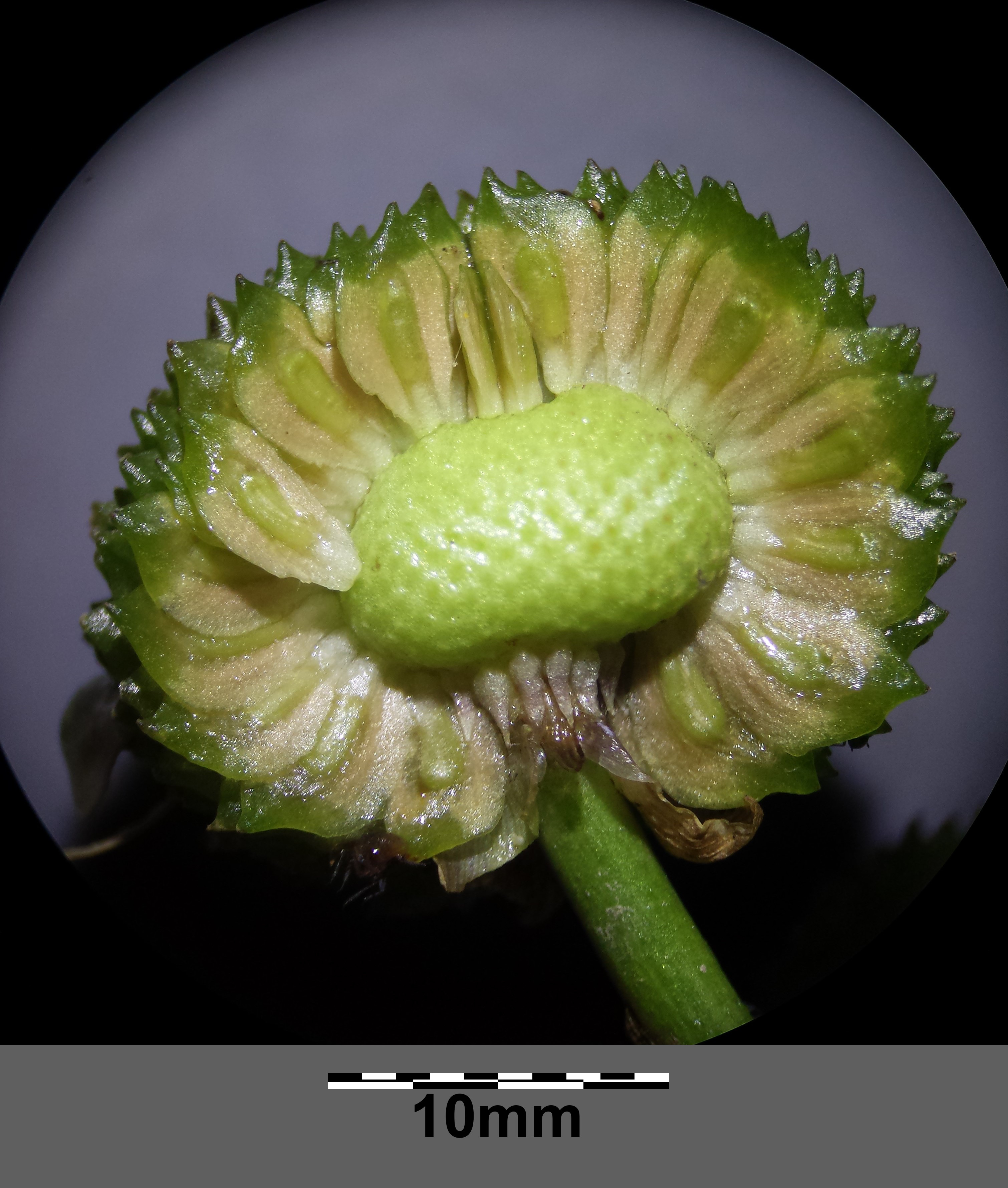
Owoc zbiorowy

## Biologia i ekologia
Hydrofit występujący zarówno w wodach stojących, jak i płynących. Rośnie w miejscach płytkich – do kilkudziesięciu cm głębokości, w wodach eutroficznych, na podłożu mineralnym i mineralno-organicznym. 

## Zastosowanie
- Roślina ozdobna stosowana do nasadzeń w oczkach wodnych.
- Bulwy korzeniowe strzałki wodnej są jadalne po ugotowaniu lub upieczeniu oraz obraniu z gorzkiej skórki. Zawierają skrobię i białka, a w smaku przypominają ziemniaki. Uprawiane i spożywane są w Azji. W Japonii odmiana var. edulis dostarcza bulw o średnicy do 5 cm, w Chinach wyhodowano bulwy jeszcze większe dzięki nawożeniu roślin. Poza spożywaniem po obróbce cieplnej bulwy mogą być suszone i po zmieleniu dodawane do mąki[7].